# Pietre di Ardre

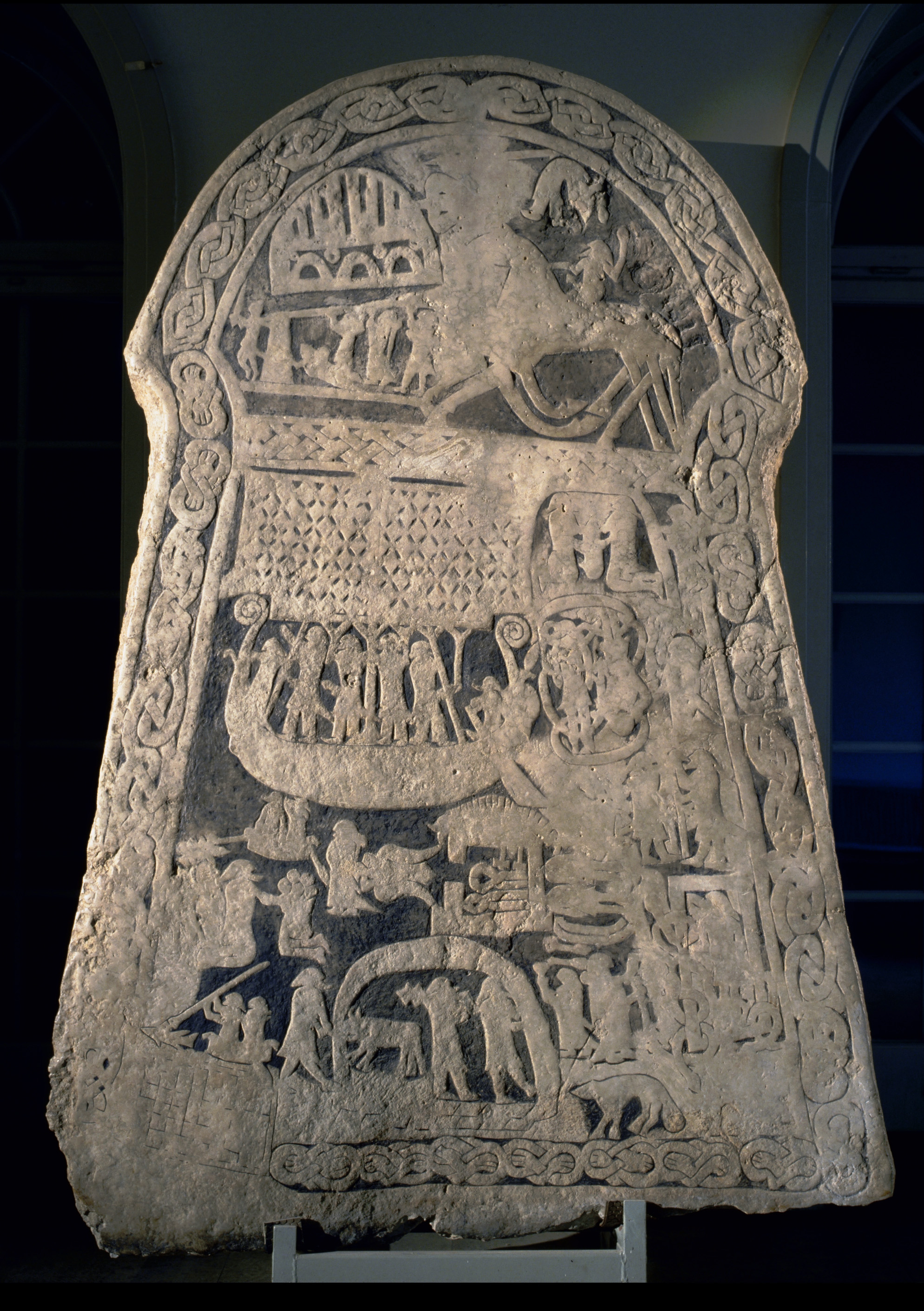
La più grande delle pietre di Ardre

Le pietre di Ardre sono un gruppo di dieci pietre runiche datate tra l'VIII e l'XI secolo. Furono usate come pavimentazione sotto le assi di legno della chiesa parrocchiale di Ardre, nel Gotland, e furono scoperte durante una ristrutturazione avvenuta attorno al 1900. Oggi sono esposte presso l'Historiska museet di Stoccolma, in Svezia.

## La pietra Ardre VIII
La più grande e famosa di queste pietre è quella denominata Ardre VIII, risalente all'VIII o IX secolo. Raffigura scene della mitologia norrena, soprattutto del Völundarkviða, di Thor che pesca per Miðgarðsormr, della punizione di Loki per la morte di Baldr, e di Odino che cavalca nel Valhalla su Sleipnir. Altre immagini sulla pietra, come quella della donna sulla destra con due spade, non corrispondono a nessun mito norreno conosciuto. Il disegno della longboat con i suoi marinai assomiglia in qualche modo all'arazzo di Överhogdal numero III, proveniente da Härjedalen, Svezia.